# Бармбрек
Бармбрек (ірл. báirín breac, англ. barmbrack) — солодкий дріжджовий хліб з виноградом (білим кишмишем) та родзинками. Зазвичай подається як тости (смажені скибочки) із вершковим маслом до чаю. Тісто для бармбрека робиться солодше, ніж для простого хліба, але не таке солодке, як для кексів. Виноград і родзинки надають цьому хлібу особливий аромат.

## Гелловін
Бармбрек в Ірландії є одним з головних атрибутів святкового столу на Гелловін. При приготуванні святкового бармбрека, в тісто ховали горох, дерев'яну тріску, шматок тканини, монету та кільце. Під час свята комусь попадався один з предметів, кожен з яких ніс певний сенс: горох — не чекати швидкого весілля, тріска — до неприємностей в сімейному житті, шматок тканини — до бідності, монета — до багатства, а кільце — до швидкого весілля. Відповідно до цієї традиції, зараз продаються бармбрекі з іграшковими кільцями всередині.